# Маунт-Плімут (Флорида)
Маунт-Плімут (англ. Mount Plymouth) — переписна місцевість (CDP) в США, в окрузі Лейк штату Флорида. Населення — 4417 осіб (2020).

## Географія
Маунт-Плімут розташований за координатами 28°48′14″ пн. ш. 81°32′4″ зх. д. / 28.80389° пн. ш. 81.53444° зх. д. (28.803875, -81.534490).  За даними Бюро перепису населення США в 2010 році переписна місцевість мала площу 7,87 км², з яких 7,48 км² — суходіл та 0,39 км² — водойми.

## Демографія
Згідно з переписом 2010 року, у переписній місцевості мешкало 4011 осіб у 1544 домогосподарствах у складі 1119 родин. Густота населення становила 510 осіб/км².  Було 1689 помешкань (215/км²).
Расовий склад населення:
| - 88,3 % — білих - 5,1 % — чорних або афроамериканців - 0,9 % — корінних американців - 0,6 % — азіатів - 2,8 % — осіб інших рас |

До двох чи більше рас належало 2,2 %. Частка іспаномовних становила 9,4 % від усіх жителів.
За віковим діапазоном населення розподілялося таким чином: 23,9 % — особи молодші 18 років, 64,5 % — особи у віці 18—64 років, 11,6 % — особи у віці 65 років та старші. Медіана віку мешканця становила 39,9 року. На 100 осіб жіночої статі у переписній місцевості припадало 100,0 чоловіків;  на 100 жінок у віці від 18 років та старших — 98,4 чоловіків також старших 18 років.
Середній дохід на одне домашнє господарство  становив 75 277 доларів США (медіана — 69 513), а середній дохід на одну сім'ю — 75 838 доларів (медіана — 67 500). Медіана доходів становила 40 265 доларів для чоловіків та 32 218 доларів для жінок. За межею бідності перебувало 4,8 % осіб, у тому числі 3,3 % дітей у віці до 18 років та 0,0 % осіб у віці 65 років та старших.
Цивільне працевлаштоване населення становило 2696 осіб. Основні галузі зайнятості: освіта, охорона здоров'я та соціальна допомога — 24,0 %, мистецтво, розваги та відпочинок — 13,1 %, будівництво — 12,9 %.